# Jodłowiec Wielki
Jodłowiec Wielki lub Jodłowiec – wzgórze w Beskidzie Wyspowym. Znajduje się w Paśmie Łososińskim, w zakończeniu bocznego, północno-wschodniego grzbietu. Północno-zachodnie stoki Jodłowca opadają do rzeki Łososina, południowo-wschodnie do Jeziora Rożnowskiego. Po zachodniej stronie Jodłowca znajduje się Przełęcz świętego Justa oddzielająca go od dalszych, niskich wzniesień nad Jeziorem Rożnowskim.
Według mapy Compass i map Geoportalu Jodłowiec ma wysokość 482 m. Od głównego grzbietu Pasma Łososińskiego oddzielony jest głęboką przełęczą, przez którą prowadzi lokalna droga z Wronowic przez Świdnik do drogi krajowej nr 75. Spod przełęczy tej spływają w przeciwne strony dwa potoki, których doliny wyraźnie oddzielają Jodłowiec od Pasma Łososińskiego. Jeden z nich uchodzi do rzeki Łososina, drugi (o nazwie Świdnik) do Jeziora Rożnowskiego.
Jodłowiec jest tylko częściowo zalesiony. Dużą część stoków zajmują pola uprawne i zabudowania miejscowości Świdnik.